# Dalmā Tepe
Koordinaten: 36° 58′ 40,3″ N, 45° 25′ 9,1″ O
Dalmā Tepe (oder einfach Dalma Tepe) ist ein archäologischer Fundort in der iranischen Provinz West-Aserbaidschan. Er findet sich am südwestlichen Ende des Urmiasees. Dalmā Tepe liegt etwa 5 km südwestlich des Ḥasanlū Tepe sowie nördlich der heutigen Stadt Dalmā in der Sulduz-Ebene (persisch سولدوز).
Die Hügelstätte erhebt sich ungefähr 4 Meter über die umliegende Ebene. Ihr Durchmesser misst annähernd 50 Meter. Die Stätte wurde in den Jahren 1958/1959 von Charles Burney und zusätzlich 1961 in Zusammenarbeit mit T. Cuyler Young Jr. im Zusammenhang mit dem Hasanlu Project of The University Museum of Archaeology/Anthropology of the University of Pennsylvania sowie mitarbeitenden anderen Institutionen erforscht.

## Kupfersteinzeitliche Keramikfunde
Beim Aushub stieß man auf massenhaft handgefertigte Keramiken, die feine Sandeinschlüsse aufwiesen und in verschiedenen Farben gebrannt waren. Besonders auffällig waren dabei tiefrote Exponate. Einige waren im Kern grau. Viele Scherben waren geglättet und schmucklos, andere wiesen Oberflächen auf, auf denen Fingerabdrücke verewigt waren oder Materialien wie Textilfasern und Stroh.
Dalmā-Töpferware, die der Schicht Hasanlu IX entspricht, konnte an verschiedenen Stellen im Umland des Urmiasees gefunden werden. Ganz ähnliche, zeitgenössische Keramiken wurden in Tepe Seavan (Sīāvān) im Margavar-Tal ausgegraben. Auch Seh Gābī und Godin Tepe verfügten über ähnliche Keramiken. Mittels 14C-Datierung und anderweitigen Vergleichen lässt sich die Herkunft auf etwa das 5. Jahrtausend v. Chr. datieren. Nach Dalmā Tepe eingeführte Tonstücke lassen den Schluss zu, dass sie aus Tappa Gaura (nördliches Irak) stammen.